# Professional Bowlers Association
A Professional Bowlers Association (PBA) é a principal associação de boliche profissional. As temporadas da PBA acontecem normalmente entre setembro e abril, e atualmente televisionada exclusivamente pela ESPN. A PBA conta com cerca de 4300 membros no mundo inteiro, e supervisiona a PBA Tour, a PBA Senior Tour, e o PBA Regional Tour. A PBA Regional Tour consiste em sete regiões: Central, Leste, Centro-Oeste, Noroeste, Sul, Sudoeste e Oeste.